# Kulturstiftung Dortmund
Die Kulturstiftung Dortmund wurde 1992 gegründet. Die Aufgabe der Stiftung ist es, unter dem Motto „Kultur bringt Leben in die Stadt“ Kunst und Kultur in Dortmund zu fördern. Die Stiftung unterstützt finanziell hauptsächlich Kunstausstellungen und -ankäufe sowie Kulturveranstaltungen.
Die rechtlich selbstständige Kulturstiftung Dortmund steht unter dem Patronat der Industrie- und Handelskammer zu Dortmund.

## Preisträger
Seit 1998 vergibt die Stiftung zweijährig den mit 20.000 EUR dotierten Preis der Kulturstiftung Dortmund für Musik und Bildende Kunst. Seit 2010 wird darüber hinaus ebenfalls alle zwei Jahre ein mit 5.000 EUR dotierter Förderpreis für Nachwuchskünstler vergeben.
1998 Júlia Várady (Musik)
2000 Jörg Immendorff (Bildende Kunst)
2002 Aribert Reimann (Musik)
2004 Jürgen Partenheimer (Bildende Kunst)
2006 Pierre-Laurent Aimard (Musik)
2008 Otto Piene (Bildende Kunst)
2010 Anne-Sophie Mutter (Musik)
2012 Heinz Mack (Bildende Kunst)
2014 Edita Gruberová (Musik)